# 나폴레옹 다이너마이트
《나폴레옹 다이너마이트》(영어: Napoleon Dynamite)는 2004년 공개된 미국의 독립 성장 코미디 영화이다.

## 출연진
- 존 히더
- 에프런 라미레스
- 티나 메이저리노
- 에런 루얼
- 존 그라이스
- 헤일리 더프
- 숀드렐라 에이버리
- 샌디 마틴
- 디드릭 베이더
- 카먼 브레이디
- 트레버 스나
- 엘런 두빈

## 기타 제작진
- 배역: 조리 와이츠
- 미술: 코리 로렌즌
- 의상: 저루샤 헤스